# Santa Sofia (Emilia–Romagna)
Santa Sofia (romanyol nyelven Santa Sfìa) település Olaszországban, Emilia-Romagna régióban, Forlì-Cesena megyében. Lakosainak száma 4030 fő (2023. január 1.). Santa Sofia Bagno di Romagna, Civitella di Romagna, Galeata, Pratovecchio, Premilcuore, San Godenzo, Sarsina és Stia községekkel határos.

## Népesség
A település lakossága az elmúlt években az alábbi módon változott:
| Lakosok száma | 4117 | 4120 | 4030 |
|               | 2017 | 2018 | 2023 |